# Style papillon

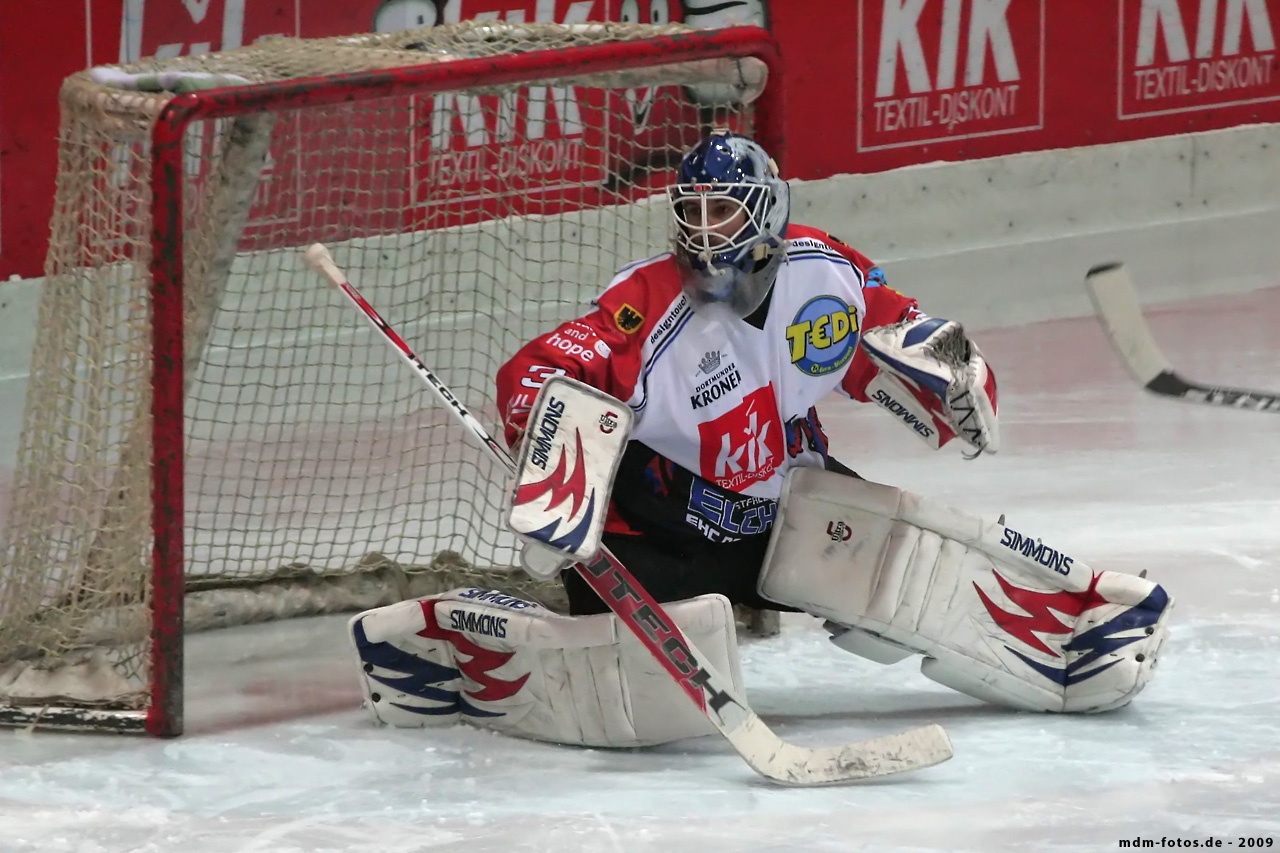
Le gardien de l'EHC Dortmund en papillon.

Le style papillon est un terme utilisé au hockey sur glace et au roller in line hockey. C'est une manière de pratiquer un arrêt pour un gardien de but.
Le gardien se laisse tomber sur les genoux, en faisant face au tireur et en étendant ses jambières — comme les ailes d'un papillon — tout en serrant les genoux de manière à couvrir au maximum l'espace inférieur du but. Cette position plus près de la glace expose davantage le visage du gardien et le haut du filet aux tirs adverses.